# Maria-Theresia Leuker
Maria-Theresia Leuker (* 1957 in Borken) ist eine deutsche Niederlandistin.

## Leben
Von 1976 bis 1982 studierte sie katholische Theologie, niederländische Philologie und (ab 1979) Geschichte an der Universität Münster. Von 1986 bis 1987 war sie wissenschaftliche Mitarbeiterin am Lehrstuhl Neuere Geschichte II der Justus-Liebig-Universität Gießen. Von 1987 bis 1990 war sie Promotionsstipendiatin des Cusanuswerks. Nach der Promotion 1991 zum Dr. phil. in Münster war sie von 1990 bis 1998 Hochschuldozentin am Institut für Niederländische Philologie der Universität Münster. Nach der Habilitation 1998 an der Westfälischen Wilhelms-Universität Münster Venia legendi: Niederländische Philologie vertrat sie von 1999 bis 2000 die Professur für Niederländische Philologie an der Universität zu Köln. Seit 2000 ist sie Universitätsprofessorin für Niederländische Philologie an der Universität zu Köln.
Ihre Forschungsschwerpunkte sind niederländische Literatur des 17. bis 19. Jahrhunderts, Poetik des Wissens, koloniale und postkoloniale Literatur und Literatur, Politik und Posture im 17. und 18. Jahrhundert.

## Schriften (Auswahl)
- „De last van’t huys, de wil des mans ...“. Frauenbilder und Ehekonzepte im niederländischen Lustspiel des 17. Jahrhunderts. Münster 1992, ISBN 3-7923-0633-6.
- Künstler als Helden und Heilige. Nationale und konfessionelle Mythologie im Werk J. A. Alberdingk Thijms (1820–1889) und seiner Zeitgenossen. Münster 2001, ISBN 3-8309-1116-5.
- (Hrsg.): Die sichtbare Welt. Visualität in der niederländischen Literatur und Kunst des 17. Jahrhunderts. Berlin 2012, ISBN 3-8309-2725-8.
- mit Esther Helena Arens und Charlotte Kießling: Rumphius’ Naturkunde. Zirkulation in kolonialen Wissensräumen. Wiesbaden 2020, ISBN 3-447-11358-8.